# Bengt Georg Daniel Strömgren

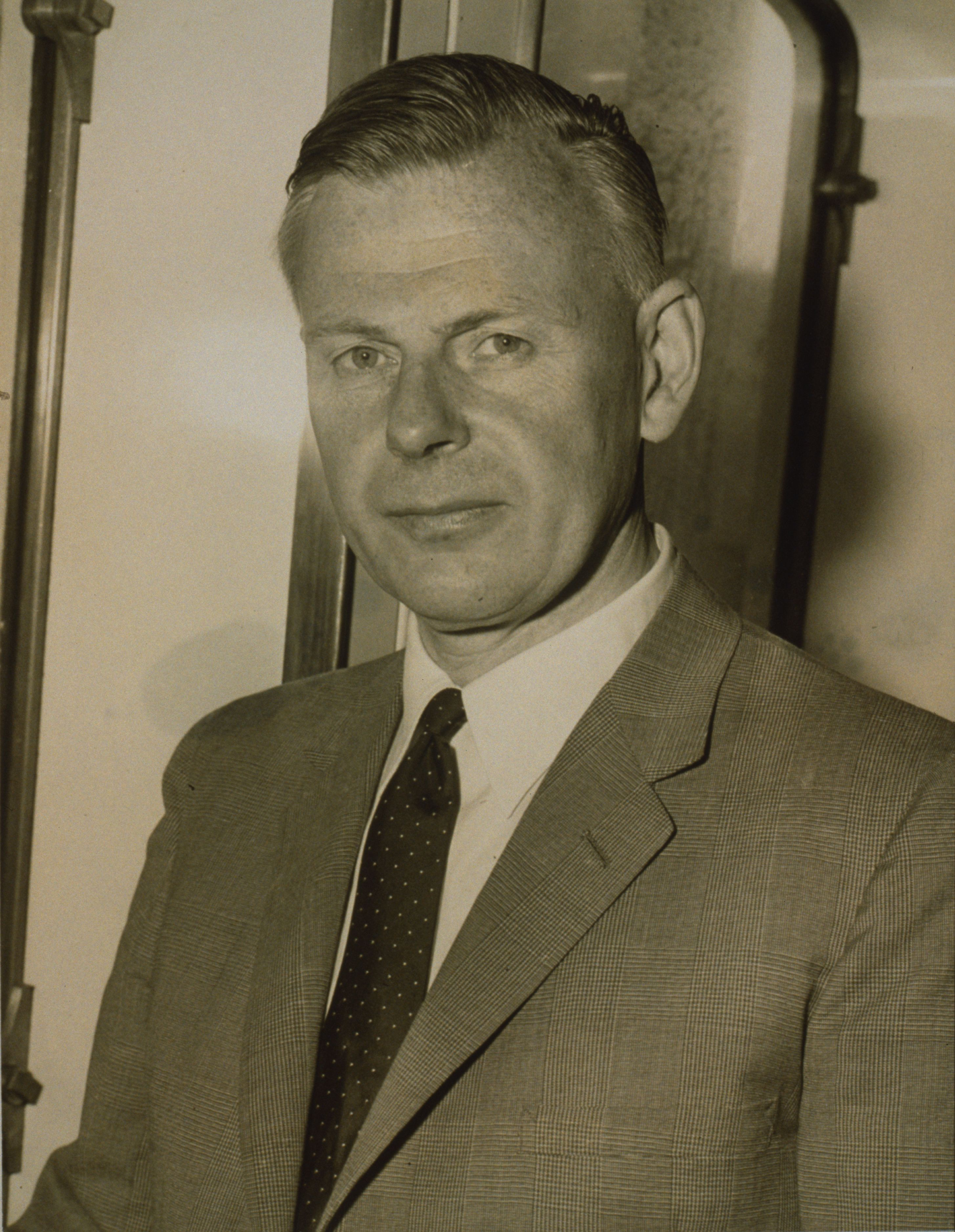
Bengt Georg Daniel Strömgren nel 1957.

Bengt Georg Daniel Strömgren (Göteborg, 21 gennaio 1908 – Copenaghen, 4 luglio 1987) è stato un astronomo danese.

## Biografia
Nacque a Göteborg, da Hedvig e Svante Elis Strömgren, professore di astronomia presso l'Università di Copenaghen, e direttore dell'osservatorio universitario di Copenaghen. Bengt crebbe circondato da scienziati, dai loro assistenti, e vari ospiti. Suo padre spinse Bengt verso una vita dedicata alla scienza, ed il primo articolo del giovane Strömgren fu pubblicato quando aveva appena 14 anni. Ottenne il diploma liceale nel 1925, ed entrò all'Università di Copenaghen. Due anni più tardi, si laureò in astronomia e in fisica atomica, e nei due anni seguenti, portò a termine un dottorato, che ottenne il massimo dei voti nel dicembre 1929, quando aveva 21 anni. 
Strömgren acquisì una grande esperienza con gli studi in fisica teorica presso il vicino Istituto Niels Bohr, trovandosi al posto giusto nel momento giusto. Scoprì presto che la neonata fisica quantistica poteva essere applicata all'astronomia, ad esempio indagando sui comportamenti quantistici delle stelle. Ovviamente, quando si candidò come assistente nel 1925, la questione del nepotismo gli impedì di ottenere il posto, che, tuttavia, gli venne assegnato l'anno successivo alle dipendenze del padre.
Dopo essere stato nominato professore associato all'università nel 1932, Strömgren fu invitato all'Università di Chicago nel 1936 da Otto Struve. Andare all'estero per 18 mesi fu molto utile per il giovane ricercatore, e quando tornò in Danimarca, mentre il nazismo saliva al potere, succedette a suo padre nel 1940, ottenendo la cattedra di astronomia. Durante i cinque anni di isolamento dovuti all'occupazione tedesca, iniziò la costruzione del nuovo Osservatorio di Brorfelde. Tuttavia, dopo la seconda guerra mondiale, Strömgren si stancò della mancanza di fondi per il progetto dovuta all'economia stagnante, e nel 1951 decise di lasciare la Danimarca. 
Si trasferì negli Stati Uniti, e qui divenne direttore degli osservatori di Yerkes e McDonald, dove rimase per sei anni. Nel 1957, fu nominato professore di Astrofisica teorica all'Università di Princeton, dove gli fu assegnato l'ufficio precedentemente occupato da Albert Einstein. Lì rimase con la sua famiglia fino al 1967, quando tornò in Danimarca. Morì nel 1987, dopo una breve malattia. 
Strömgren diede notevoli contributi all'astrofisica. Scoprì che la composizione chimica delle stelle era molto diversa da quanto precedentemente ritenuto. Verso la fine degli anni '30, trovò che l'abbondanza relativa dell'idrogeno era del 70%, e quella dell'elio circa il 27%. Poco prima della guerra, scoprì le cosiddette sfere di Strömgren, enormi gusci di idrogeno ionizzato attorno alle stelle. Tra gli anni '50 e gli anni '60 fu uno dei pionieri della fotometria; inventò tra l'altro un nuovo sistema fotometrico a quattro colori, chiamato uvby di Strömgren.
Nel 1965 gli è stato assegnato l'Henry Norris Russell Lectureship.

## Onorificenze
- Medaglia Bruce (1959)
- Medaglia Rittenhouse (1959)
- Medaglia d'Oro della Royal Astronomical Society (1962)
- Henry Norris Russell Lectureship (1965)

## Intitolazioni
Collegati al suo nome sono:
- 1846 Bengt (asteroide)
- Fotometria Strömgren
- Sfera di Strömgren

Inoltre l'asteroide 1493 Sigrid è dedicato a sua moglie.

## Pubblicazioni
- B. Strömgren, The opacity of stellar matter and the hydrogen content of the stars, in Zeitschrift für Astrophysik, vol. 4, 1932,  pp. 118-152.
- B. Strömgren, On the Interpretation of the Hertzsprung-Russell-Diagram, in Zeitschrift für Astrophysik, vol. 7, 1933,  p. 222.
- Strömgren, Bengt, 1956, Two-dimensional spectral classification of F stars through photoelectric photometry with interference filters, Vistas in Astronomy, Vol. 2, Issue 1, pp. 1336–1346